# 柯爾特野馬XSP半自動手槍
柯爾特野馬XSP手槍（英語：Colt Mustang XSP）是一款由柯爾特所設計和生產以後，於2013年推出的輕便袖珍型單動操作式半自動手槍，為採用野馬袖珍精簡型結構的更新型聚合物底把版本，發射.380 ACP口徑手槍子彈。

## 簡史
2013年，柯爾特推出了野馬XSP，這是一種採用更新型設計的新型聚合物底把版本。這包括前後式格狀防滑紋、模製握把，方形及底切式扳機護環、雙手靈巧式保險、可橫移調節式瞄準具、單槽式戰術附件導軌，以及聚合物製導桿。

## 資料來源
1. ↑  .   [2019-07-26]. （原始内容存档于2021-01-24）.
2. ↑  .   [2019-07-26]. （原始内容存档于2020-11-08）.

## 外部連結
- （英文）—Official page （页面存档备份，存于）
- （英文）—The Firearm Blog.com—Colt Introduces New Polymer Framed Mustang XSP （页面存档备份，存于）
- （英文）—The Truth About Guns.com—Gun Review: Colt Mustang XSP .380 （页面存档备份，存于）
- （英文）—Tactical Life.com—Colt Mustang XSP Lightweight Handgun （页面存档备份，存于）
- （英文）—Personal Defense World.com—Gun Review: Colt Mustang XSP – A Lightweight Defender （页面存档备份，存于）